# Ортофосфат свинца(II)
Ортофосфат свинца(II) — неорганическое соединение, соль металла свинца и фосфорной кислоты с формулой Pb3(PO4)2, бесцветные кристаллы, нерастворимые в воде.

## Получение
- Смешение растворов соли двухвалентного свинца и двухзамещённого ортофосфата натрия:

{\displaystyle {\mathsf {3Pb(NO_{3})_{2}+4Na_{2}HPO_{4}\ {\xrightarrow {T}}\ Pb_{3}(PO_{4})_{2}\downarrow +2NaH_{2}PO_{4}+6NaNO_{3}}}}
- Подщелачивая или разбавляя растворы однозамещённого ортофосфата свинца:

{\displaystyle {\mathsf {3PbHPO_{4}\ {\xrightarrow[{H_{2}O}]{OH^{-}}}\ Pb_{3}(PO_{4})_{2}\downarrow +H_{3}PO_{4}}}}

## Физические свойства
Ортофосфат свинца(II) образует белый аморфный порошок или бесцветные кристаллы гексагональной сингонии, параметры ячейки a = 0,966 нм, c = 0,711 нм, Z = 3.
Трудно растворимо в воде.